# Chupão

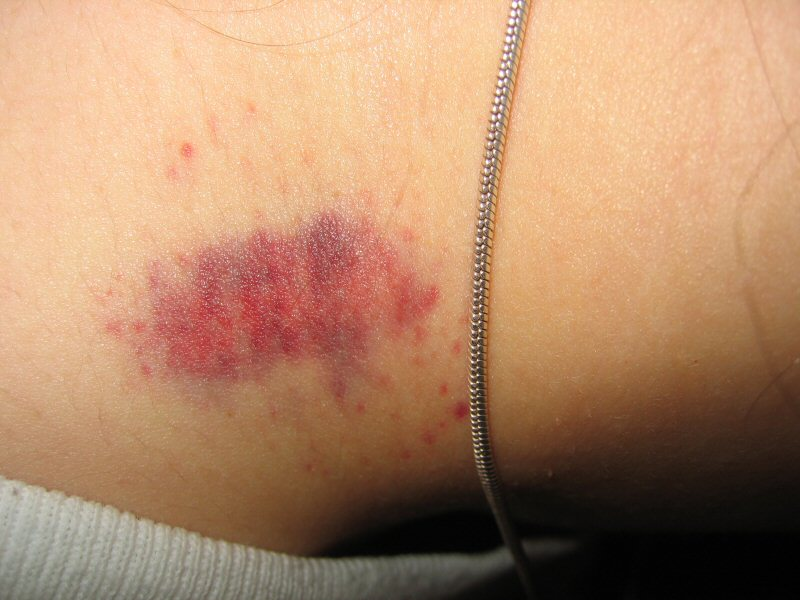
Uma mancha feita na pele por beijo

O chupão é uma marca ou uma mancha roxa temporária numa parte da pele (medicamente, um pequeno hematoma) resultante de beijo, uma sucção ou de uma mordida forte o bastante para estourar os vasos sanguíneos que estão abaixo da pele. Dependendo da pele e da pressão exercida na mesma, a marca pode permanecer visível de quatro a doze dias.
Uma forma de auxiliar o desaparecimento de um chupão é massagear suavemente o local e fazer compressas alternadas de água morna e gelada.
Aparece com frequência no pescoço onde tem a pele mais sensível e onde contem um grande numero de vasos sanguíneos.
As lesões na pele provocadas por sucção podem levar ao rebentamento de vasos sanguíneos e, em casos muito raros, à formação de coágulo.